# Halictus nuristanicus
Halictus nuristanicus är en biart som beskrevs av Pesenko 2005. Halictus nuristanicus ingår i släktet bandbin, och familjen vägbin. Inga underarter finns listade i Catalogue of Life.